# Torneo Guard1anes 2020 (Liga MX Femenil)
El Torneo Guard1anes 2020 (también llamado Torneo Apertura 2020) fue la VII edición del campeonato de liga de la Primera División Femenil de México con el que se inició la temporada 2020-2021. La Primera División Femenil de México, conocida también como Liga MX Femenil, es la principal liga de fútbol profesional femenil en México la cual está regulada por la Federación Mexicana de Fútbol.
Este torneo presenta como novedad la desaparición de Monarcas Morelia, quien decidiera cambiar de sede a Mazatlán y que desapareciera, formando un nuevo equipo llamado Mazatlán Fútbol Club, que debuta en la Primera División.

## Sistema de competición
El torneo de la Liga MX Femenil, está conformado en dos partes:
- Fase de calificación: Se integra por las 17 jornadas del torneo.
- Fase final: Se integra por los partidos de cuartos de final, semifinal y final, más conocida como liguilla.

### Fase de clasificación
En la fase de clasificación se observó el sistema de puntos. La ubicación en la tabla general, está sujeta a las siguientes condiciones:
- Por juego ganado se obtendrán tres puntos.
- Por juego empatado se obtendrá un punto.
- Por juego perdido no se otorgan puntos.

En esta fase participan los 18 clubes de la Liga MX Femenil jugando en cada torneo todos contra todos durante las 17 jornadas respectivas, a un solo partido.
El orden de los clubes al final de la fase de calificación del torneo corresponderá a la suma de los puntos obtenidos por cada uno de ellos y se presentará en forma descendente. Si al finalizar las 17 jornadas del torneo, dos o más clubes estuviesen empatados en puntos, su posición en la tabla general será determinada atendiendo a los siguientes criterios de desempate:
1. Mejor diferencia entre los goles anotados y recibidos y goles.
2. Mayor número de goles anotados.
3. Marcadores particulares entre los clubes empatados.
4. Mayor número de goles anotados como visitante.
5. Mejor ubicado en la tabla general de cociente
6. Tabla Fair Play
7. Sorteo.

Para determinar los lugares que ocuparán los clubes que participen en la fase final del torneo se tomará como base la tabla general de clasificación.
Participan automáticamente por el título de Campeón de la Liga MX Femenil, los ocho primeros clubes de la tabla general de clasificación al término de las 17 jornadas.

### Fase final
Los ocho clubes calificados para cuartos de final serán reubicados de acuerdo con el lugar que ocupen en la tabla General al término de la jornada 17, con el puesto del número uno al club mejor clasificado, y así hasta el número 8. Los partidos a esta fase se desarrollarán a visita, en las siguientes etapas:
Los clubes vencedores en los partidos de cuartos de final y semifinal serán aquellos que en los dos juegos anoten el mayor número de goles. De existir empate en el número de goles anotados, la posición se definirá a favor del club con mayor cantidad de goles a favor cuando actúe como visitante. Aplicarán las mismas normativas para el orden de enfrentamientos la ronda de semifinales y final.
Si una vez aplicado el criterio anterior los clubes siguieran empatados, se observará la posición de los clubes en la tabla general de clasificación.
Los partidos correspondientes a las fases de visita recíproca se jugarán obligatoriamente los días miércoles y sábado, y jueves y domingo eligiendo, en su caso, exclusivamente en forma descendente, los cuatro clubes mejor clasificados en la tabla general al término de la jornada 17, el día y horario de su partido como local. Los siguientes cuatro clubes podrán elegir únicamente el horario.
El club vencedor de la final y por lo tanto Campeón, será aquel que en los dos partidos anote el mayor número de goles. Si al término del tiempo reglamentario el partido está empatado, se agregarán dos tiempos extras de 15 minutos cada uno. De persistir el empate en estos periodos, se procederá a lanzar tiros penales hasta que resulte un vencedor.
Los partidos de cuartos de final se jugarán de la siguiente manera:
En las semifinales participarán los cuatro clubes vencedores de cuartos de final, reubicándolos del uno al cuatro, de acuerdo a su mejor posición en la tabla General de clasificación al término de la jornada 17 del torneo correspondiente, enfrentándose:
Disputarán el título de Campeón del Torneo de Apertura 2020, los dos clubes vencedores de la fase semifinal correspondiente, reubicándolos del uno al dos, de acuerdo a su mejor posición en la tabla general de clasificación al término de la jornada 17 de cada Torneo.

## Información de los equipos

### Equipos por Entidad Federativa
Para el VI torneo de la liga, las entidades federativas de los Estados Unidos Mexicanos con más equipos en la Primera División Femenil son la Ciudad de México, Hidalgo, Jalisco y Nuevo León con dos equipos.
| Entidad Federativa | N.º | Equipos              |
| ------------------ | --- | -------------------- |
| Ciudad de México   | 2   | América y UNAM       |
| Hidalgo            | 2   | Cruz Azul y Pachuca  |
| Jalisco            | 2   | Atlas y Guadalajara  |
| Nuevo León         | 2   | Monterrey y Tigres   |
| Aguascalientes     | 1   | Necaxa               |
| Baja California    | 1   | Tijuana              |
| Chihuahua          | 1   | Juárez               |
| Coahuila           | 1   | Santos               |
| Estado de México   | 1   | Toluca               |
| Guanajuato         | 1   | León                 |
| Puebla             | 1   | Puebla               |
| Querétaro          | 1   | Querétaro            |
| San Luis Potosí    | 1   | Atlético de San Luis |
| Sinaloa            | 1   | Mazatlán             |

### Información de los equipos participantes
| Equipo               | Entrenador             | Ciudad                                | Estadio                | Capacidad | Patrocinador       | Kit          |
| -------------------- | ---------------------- | ------------------------------------- | ---------------------- | --------- | ------------------ | ------------ |
| América              | Leonardo Cuéllar       | Ciudad de México                      | Azteca                 | 87 000    | AT&T               | Nike         |
| Atlas                | Fernando Samayoa       | Guadalajara, Jalisco                  | Jalisco                | 56 713    | Banco Azteca       | Charly       |
| Atlético de San Luis | Rigoberto Esparza      | San Luis Potosí, San Luis Potosí      | Alfonso Lastras        | 30 000    | Canel's            | Pirma        |
| Cruz Azul            | Rogelio Martínez       | Ciudad Cooperativa Cruz Azul, Hidalgo | 10 de diciembre        | 17 000    | Cemento Cruz Azul  | Joma         |
| Guadalajara          | Edgar Mejía            | Guadalajara, Jalisco                  | Akron                  | 49 850    | Sello Rojo         | Puma         |
| Juárez               | Gabino Amparán         | Ciudad Juárez, Chihuahua              | Olímpico Benito Juárez | 19 703    | S-Mart             | Carrara      |
| León                 | Salvador Bravo         | León, Guanajuato                      | Nou Camp               | 31 297    | Cementos Fortaleza | Pirma        |
| Mazatlán             | Miguel Javid Hernández | Mazatlán, Sinaloa                     | Mazatlán               | 25 000    | Caliente           | Pirma        |
| Monterrey            | Héctor Becerra         | Monterrey, Nuevo León                 | BBVA                   | 53 500    | BBVA México        | Puma         |
| Necaxa               | Fabiola Vargas         | Aguascalientes, Aguascalientes        | Victoria               | 25 994    | Rolcar             | Charly       |
| Pachuca              | Eva Espejo             | Pachuca, Hidalgo                      | Hidalgo                | 30 000    | Cementos Fortaleza | Charly       |
| Puebla               | Jorge Gómez            | Puebla, Puebla                        | Cuauhtémoc             | 51 726    | AT&T               | Umbro        |
| Querétaro            | Carla Rossi            | Querétaro, Querétaro                  | Corregidora            | 35 575    | Banco Multiva      | Puma         |
| Santos               | Martín Pérez           | Torreón, Coahuila                     | Corona                 | 30 000    | Soriana            | Charly       |
| Tigres               | Roberto Medina         | Monterrey, Nuevo León                 | Universitario          | 41 615    | Cemex              | Adidas       |
| Tijuana              | Frankie Oviedo         | Tijuana, Baja California              | Caliente               | 27 333    | Caliente           | Charly       |
| Toluca               | Alberto Cuate          | Toluca, Estado de México              | Nemesio Díez           | 30 000    | Banamex            | Under Armour |
| UNAM                 | Ileana Dávila          | Ciudad de México                      | Olímpico Universitario | 72 000    | DHL                | Nike         |

#### Sedes alternas
| Equipo      | Ciudad                   | Estadio                              | Capacidad |
| ----------- | ------------------------ | ------------------------------------ | --------- |
| América     | Ciudad de México         | Cancha Centenario No. 5 Club América | 2 000     |
| Atlas       | Guadalajara, Jalisco     | Alfredo "Pistache" Torres            | 3 000     |
| Guadalajara | Guadalajara, Jalisco     | Verde Valle - Cancha 2               | 2 000     |
| Monterrey   | Monterrey, Nuevo León    | El Barrial                           | 1 000     |
| Toluca      | Toluca, Estado de México | Instalaciones de Metepec - Cancha 2  | 1 000     |
| UNAM        | Ciudad de México         | La Cantera                           | 2 000     |

### Cambios de entrenadores
| Equipo | Entrenador (jornadas)                         |
| ------ | --------------------------------------------- |
| Toluca | Agustín Contreras (1 - 7) Alberto Cuate (8 -) |
| León   | Everaldo Begines (1 - 7) Salvador Bravo (8 -) |

## Torneo Regular
- El Calendario completo según la página oficial.
- Los horarios son correspondientes al Tiempo del Centro de México (UTC-6 y UTC-5 en horario de verano).[5]

| Jornada 1            | Jornada 1 | Jornada 1   | Jornada 1                 | Jornada 1       | Jornada 1 | Jornada 1    | Jornada 1  | Jornada 1 | Jornada 1 |
| Local                | Resultado | Visitante   | Estadio                   | Fecha           | Hora      | Espectadores | Amonestado | Expulsado |           |
| -------------------- | --------- | ----------- | ------------------------- | --------------- | --------- | ------------ | ---------- | --------- | --------- |
| Juárez               | 0 - 4     | Guadalajara | Olímpico Benito Juárez    | 13 de agosto    | 16:00     | 0            | 7          | 2         |           |
| Cruz Azul            | 2 - 2     | América     | 10 de diciembre           | 14 de agosto    | 11:15     | 0            | 3          | 0         |           |
| Atlas                | 1 - 1     | Mazatlán    | Alfredo "Pistache" Torres | 15 de agosto    | 11:30     | 0            | 0          | 1         |           |
| Monterrey            | 4 - 0     | Puebla      | El Barrial                | 16 de agosto    | 10:10     | 0            | 0          | 0         |           |
| Atlético de San Luis | 1 - 2     | Querétaro   | Alfonso Lastras           | 16 de agosto    | 10:00     | 0            | 2          | 0         |           |
| Toluca               | 0 - 2     | Tigres      | Instalaciones de Metepec  | 17 de agosto    | 9:30      | 0            | 1          | 0         |           |
| Pachuca              | 0 - 0     | Necaxa      | Hidalgo                   | 17 de agosto    | 10:00     | 0            | 1          | 0         |           |
| Tijuana              | 0 - 1     | León        | Caliente                  | 17 de agosto    | 10:30     | 0            | 5          | 1         |           |
| UNAM                 | 2 - 2     | Santos      | La Cantera                | 2 de septiembre |           | 0            | 0          | 0         |           |

| Jornada 2   | Jornada 2 | Jornada 2            | Jornada 2               | Jornada 2    | Jornada 2 | Jornada 2    | Jornada 2  | Jornada 2 | Jornada 2 |
| Local       | Resultado | Visitante            | Estadio                 | Fecha        | Hora      | Espectadores | Amonestado | Expulsado |           |
| ----------- | --------- | -------------------- | ----------------------- | ------------ | --------- | ------------ | ---------- | --------- | --------- |
| Cruz Azul   | 4 - 1     | Atlas                | 10 de diciembre         | 20 de agosto | 16:00     | 0            | 2          | 0         |           |
| Querétaro   | 1 - 1     | Juárez               | Corregidora             | 21 de agosto | 17:00     | 0            | 2          | 0         |           |
| Mazatlán    | 1 - 4     | Tigres               | Mazatlán                | 22 de agosto | 10:00     | 0            | 1          | 0         |           |
| UNAM        | 0 - 0     | Toluca               | La Cantera              | 22 de agosto | 12:00     | 0            | 2          | 0         |           |
| Guadalajara | 2 - 0     | Necaxa               | Verde Valle             | 23 de agosto | 10:00     | 0            | 1          | 0         |           |
| Puebla      | 1 - 0     | Tijuana              | Cuauhtémoc              | 23 de agosto | 12:00     | 0            | 0          | 0         |           |
| América     | 3 - 2     | Atlético de San Luis | Cancha Centenario No. 5 | 24 de agosto | 16:00     | 0            | 0          | 0         |           |
| León        | 1 - 2     | Pachuca              | Nou Camp                | 24 de agosto | 19:00     | 0            | 0          | 0         |           |
| Santos      | 1 - 3     | Monterrey            | Corona                  | 26 de agosto | 21:00     | 0            | 1          | 0         |           |

| Jornada 3            | Jornada 3 | Jornada 3   | Jornada 3                 | Jornada 3    | Jornada 3 | Jornada 3    | Jornada 3  | Jornada 3 | Jornada 3 |
| Local                | Resultado | Visitante   | Estadio                   | Fecha        | Hora      | Espectadores | Amonestado | Expulsado |           |
| -------------------- | --------- | ----------- | ------------------------- | ------------ | --------- | ------------ | ---------- | --------- | --------- |
| Toluca               | 1 - 4     | Guadalajara | Instalaciones de Metepec  | 27 de agosto | 16:00     | 0            | 2          | 0         |           |
| Necaxa               | 0 - 1     | Mazatlán    | Victoria                  | 28 de agosto | 16:00     | 0            | 1          | 0         |           |
| Atlas                | 3 - 3     | Querétaro   | Alfredo "Pistache" Torres | 29 de agosto | 10:00     | 0            | 3          | 0         |           |
| Tigres               | 4 - 1     | Santos      | Universitario             | 30 de agosto | 9:30      | 0            | 4          | 0         |           |
| Atlético de San Luis | 3 - 1     | Puebla      | Alfonso Lastras           | 30 de agosto | 17:00     | 0            | 3          | 0         |           |
| Juárez               | 0 - 3     | UNAM        | Olímpico Benito Juárez    | 30 de agosto | 19:00     | 0            | 1          | 0         |           |
| Pachuca              | 0 - 0     | Cruz Azul   | Hidalgo                   | 31 de agosto | 17:00     | 0            | 2          | 0         |           |
| Monterrey            | 4 - 1     | León        | BBVA                      | 31 de agosto | 19:00     | 0            | 0          | 0         |           |
| Tijuana              | 1 - 2     | América     | Caliente                  | 31 de agosto | 19:00     | 0            | 4          | 0         |           |

| Jornada 4            | Jornada 4 | Jornada 4 | Jornada 4               | Jornada 4       | Jornada 4 | Jornada 4    | Jornada 4  | Jornada 4 | Jornada 4 |
| Local                | Resultado | Visitante | Estadio                 | Fecha           | Hora      | Espectadores | Amonestado | Expulsado |           |
| -------------------- | --------- | --------- | ----------------------- | --------------- | --------- | ------------ | ---------- | --------- | --------- |
| América              | 6 - 1     | Necaxa    | Cancha Centenario No. 5 | 3 de septiembre | 16:00     | 0            | 1          | 0         |           |
| Cruz Azul            | 1 - 2     | Monterrey | 10 de diciembre         | 4 de septiembre | 16:00     | 0            | 0          | 0         |           |
| Querétaro            | 0 - 3     | UNAM      | Corregidora             | 5 de septiembre | 12:00     | 0            | 3          | 0         |           |
| Tigres               | 6 - 1     | Tijuana   | Universitario           | 6 de septiembre | 9:30      | 0            | 1          | 0         |           |
| Puebla               | 2 - 0     | Toluca    | Cuauhtémoc              | 6 de septiembre | 12:00     | 0            | 6          | 0         |           |
| Atlético de San Luis | 0 - 2     | Pachuca   | Alfonso Lastras         | 6 de septiembre | 17:00     | 0            | 0          | 0         |           |
| Guadalajara          | 5 - 0     | Mazatlán  | Akron                   | 7 de septiembre | 19:00     | 0            | 2          | 0         |           |
| León                 | 1 - 0     | Juárez    | Nou Camp                | 7 de septiembre | 19:00     | 0            | 2          | 0         |           |
| Santos               | 0 - 3     | Atlas     | Corona                  | 7 de septiembre | 21:00     | 0            | 3          | 0         |           |

| Jornada 5 | Jornada 5 | Jornada 5            | Jornada 5                 | Jornada 5        | Jornada 5 | Jornada 5    | Jornada 5  | Jornada 5 | Jornada 5 |
| Local     | Resultado | Visitante            | Estadio                   | Fecha            | Hora      | Espectadores | Amonestado | Expulsado |           |
| --------- | --------- | -------------------- | ------------------------- | ---------------- | --------- | ------------ | ---------- | --------- | --------- |
| Atlas     | 2 - 1     | Tijuana              | Alfredo "Pistache" Torres | 10 de septiembre | 16:00     | 0            | 4          | 0         |           |
| Cruz Azul | 1 - 1     | Tigres               | 10 de diciembre           | 11 de septiembre | 16:00     | 0            | 5          | 1         |           |
| Mazatlán  | 0 - 3     | Querétaro            | Mazatlán                  | 12 de septiembre | 10:00     | 0            | 2          | 0         |           |
| UNAM      | 1 - 0     | Puebla               | La Cantera                | 12 de septiembre | 12:00     | 0            | 1          | 1         |           |
| Juárez    | 1 - 0     | Necaxa               | Olímpico Benito Juárez    | 14 de septiembre | 10:00     | 0            | 4          | 0         |           |
| Monterrey | 3 - 1     | Atlético de San Luis | El Barrial                | 14 de septiembre | 10:30     | 0            | 3          | 0         |           |
| Toluca    | 2 - 1     | Pachuca              | Instalaciones de Metepec  | 14 de septiembre | 16:00     | 0            | 4          | 1         |           |
| León      | 1 - 2     | América              | Nou Camp                  | 14 de septiembre | 17:00     | 0            | 3          | 0         |           |
| Santos    | 0 - 0     | Guadalajara          | Corona                    | 14 de septiembre | 19:00     | 0            | 3          | 0         |           |

| Jornada 6   | Jornada 6 | Jornada 6            | Jornada 6               | Jornada 6        | Jornada 6 | Jornada 6    | Jornada 6  | Jornada 6 | Jornada 6 |
| Local       | Resultado | Visitante            | Estadio                 | Fecha            | Hora      | Espectadores | Amonestado | Expulsado |           |
| ----------- | --------- | -------------------- | ----------------------- | ---------------- | --------- | ------------ | ---------- | --------- | --------- |
| Tijuana     | 0 - 3     | Querétaro            | Caliente                | 16 de septiembre | 21:00     | 0            | 2          | 0         |           |
| Mazatlán    | 1 - 0     | Toluca               | Mazatlán                | 17 de septiembre | 10:00     | 0            | 2          | 0         |           |
| Juárez      | 0 - 5     | Monterrey            | Olímpico Benito Juárez  | 17 de septiembre | 11:00     | 0            | 2          | 0         |           |
| Puebla      | 0 - 0     | León                 | Cuauhtémoc              | 17 de septiembre | 12:00     | 0            | 4          | 0         |           |
| Necaxa      | 0 - 3     | Atlas                | Victoria                | 17 de septiembre | 16:00     | 0            | 1          | 0         |           |
| Tigres      | 4 - 1     | Atlético de San Luis | Universitario           | 17 de septiembre | 19:00     | 0            | 1          | 0         |           |
| Guadalajara | 2 - 0     | Cruz Azul            | Akron                   | 17 de septiembre | 19:00     | 0            | 2          | 0         |           |
| Pachuca     | 1 - 4     | UNAM                 | Hidalgo                 | 17 de septiembre | 19:00     | 0            | 0          | 0         |           |
| América     | 2 - 1     | Santos               | Cancha Centenario No. 5 | 18 de septiembre | 16:00     | 0            | 4          | 0         |           |

| Jornada 7            | Jornada 7 | Jornada 7   | Jornada 7                 | Jornada 7        | Jornada 7 | Jornada 7    | Jornada 7  | Jornada 7 | Jornada 7 |
| Local                | Resultado | Visitante   | Estadio                   | Fecha            | Hora      | Espectadores | Amonestado | Expulsado |           |
| -------------------- | --------- | ----------- | ------------------------- | ---------------- | --------- | ------------ | ---------- | --------- | --------- |
| UNAM                 | 1 - 2     | Guadalajara | La Cantera                | 20 de septiembre | 9:30      | 0            | 0          | 0         |           |
| Cruz Azul            | 0 - 2     | Necaxa      | 10 de diciembre           | 20 de septiembre | 16:00     | 0            | 5          | 0         |           |
| Atlas                | 0 - 0     | América     | Alfredo "Pistache" Torres | 21 de septiembre | 10:00     | 0            | 4          | 0         |           |
| Toluca               | 2 - 1     | Tijuana     | Instalaciones de Metepec  | 21 de septiembre | 12:00     | 0            | 3          | 0         |           |
| Querétaro            | 1 - 3     | Tigres      | Corregidora               | 21 de septiembre | 16:00     | 0            | 1          | 0         |           |
| Pachuca              | 3 - 1     | Puebla      | Hidalgo                   | 21 de septiembre | 17:00     | 0            | 3          | 0         |           |
| Monterrey            | 6 - 0     | Mazatlán    | BBVA                      | 21 de septiembre | 19:00     | 0            | 0          | 0         |           |
| Santos               | 1 - 1     | León        | Corona                    | 21 de septiembre | 19:00     | 0            | 1          | 0         |           |
| Atlético de San Luis | 2 - 3     | Juárez      | Alfonso Lastras           | 21 de septiembre | 20:00     | 0            | 2          | 0         |           |

| Jornada 8            | Jornada 8 | Jornada 8 | Jornada 8               | Jornada 8        | Jornada 8 | Jornada 8    | Jornada 8  | Jornada 8 | Jornada 8 |
| Local                | Resultado | Visitante | Estadio                 | Fecha            | Hora      | Espectadores | Amonestado | Expulsado |           |
| -------------------- | --------- | --------- | ----------------------- | ---------------- | --------- | ------------ | ---------- | --------- | --------- |
| Atlético de San Luis | 3 - 1     | Cruz Azul | Alfonso Lastras         | 24 de septiembre | 17:00     | 0            | 3          | 0         |           |
| Necaxa               | 0 - 1     | Monterrey | Victoria                | 25 de septiembre | 16:00     | 0            | 1          | 0         |           |
| América              | 8 - 0     | Mazatlán  | Cancha Centenario No. 5 | 26 de septiembre | 12:00     | 0            | 4          | 0         |           |
| Tigres               | 4 - 0     | UNAM      | Universitario           | 27 de septiembre | 9:30      | 0            | 1          | 0         |           |
| Puebla               | 0 - 0     | Santos    | Cuauhtémoc              | 27 de septiembre | 12:00     | 0            | 3          | 0         |           |
| Juárez               | 3 - 2     | Toluca    | Olímpico Benito Juárez  | 28 de septiembre | 11:00     | 0            | 3          | 0         |           |
| Guadalajara          | 3 - 1     | Querétaro | Akron                   | 28 de septiembre | 17:00     | 0            | 0          | 0         |           |
| León                 | 1 - 5     | Atlas     | Nou Camp                | 28 de septiembre | 19:00     | 0            | 1          | 0         |           |
| Tijuana              | 2 - 3     | Pachuca   | Caliente                | 28 de septiembre | 19:00     | 0            | 2          | 0         |           |

| Jornada 9 | Jornada 9 | Jornada 9            | Jornada 9                 | Jornada 9    | Jornada 9 | Jornada 9    | Jornada 9  | Jornada 9 | Jornada 9 |
| Local     | Resultado | Visitante            | Estadio                   | Fecha        | Hora      | Espectadores | Amonestado | Expulsado |           |
| --------- | --------- | -------------------- | ------------------------- | ------------ | --------- | ------------ | ---------- | --------- | --------- |
| Querétaro | 2 - 0     | Necaxa               | Corregidora               | 1 de octubre | 17:00     | 0            | 2          | 0         |           |
| Cruz Azul | 2 - 0     | Juárez               | 10 de diciembre           | 2 de octubre | 16:00     | 0            | 0          | 0         |           |
| Atlas     | 3 - 0     | Puebla               | Alfredo "Pistache" Torres | 3 de octubre | 10:00     | 0            | 3          | 0         |           |
| UNAM      | 1 - 1     | América              | La Cantera                | 3 de octubre | 12:00     | 0            | 1          | 0         |           |
| Toluca    | 1 - 0     | Atlético de San Luis | Instalaciones de Metepec  | 5 de octubre | 16:00     | 0            | 3          | 0         |           |
| Pachuca   | 0 - 2     | Tigres               | Hidalgo                   | 5 de octubre | 19:00     | 0            | 1          | 0         |           |
| Santos    | 0 - 0     | Tijuana              | Corona                    | 5 de octubre | 19:00     | 0            | 5          | 1         |           |
| Mazatlán  | 1 - 1     | León                 | Mazatlán                  | 5 de octubre | 19:00     | 0            | 2          | 0         |           |
| Monterrey | 2 - 4     | Guadalajara          | BBVA                      | 5 de octubre | 21:00     | 0            | 3          | 0         |           |

| Jornada 10           | Jornada 10 | Jornada 10 | Jornada 10               | Jornada 10    | Jornada 10 | Jornada 10   | Jornada 10 | Jornada 10 | Jornada 10 |
| Local                | Resultado  | Visitante  | Estadio                  | Fecha         | Hora       | Espectadores | Amonestado | Expulsado  |            |
| -------------------- | ---------- | ---------- | ------------------------ | ------------- | ---------- | ------------ | ---------- | ---------- | ---------- |
| Atlético de San Luis | 0 - 2      | UNAM       | Alfonso Lastras          | 8 de octubre  | 17:00      | 0            | 3          | 0          |            |
| Necaxa               | 2 - 1      | León       | Victoria                 | 9 de octubre  | 16:00      | 0            | 3          | 0          |            |
| Juárez               | 0 - 2      | Santos     | Olímpico Benito Juárez   | 9 de octubre  | 18:00      | 0            | 2          | 0          |            |
| Puebla               | 0 - 1      | Mazatlán   | Cuauhtémoc               | 10 de octubre | 12:00      | 0            | 1          | 0          |            |
| Tigres               | 1 - 0      | América    | Universitario            | 10 de octubre | 19:00      | 0            | 1          | 1          |            |
| Toluca               | 0 - 1      | Monterrey  | Instalaciones de Metepec | 11 de octubre | 10:30      | 0            | 3          | 0          |            |
| Pachuca              | 0 - 1      | Querétaro  | Hidalgo                  | 11 de octubre | 19:00      | 0            | 5          | 0          |            |
| Guadalajara          | 0 - 3      | Atlas      | Akron                    | 11 de octubre | 21:00      | 0            | 7          | 0          |            |
| Tijuana              | 1 - 1      | Cruz Azul  | Caliente                 | 12 de octubre | 21:00      | 0            | 2          | 0          |            |

| Jornada 11 | Jornada 11 | Jornada 11           | Jornada 11                | Jornada 11    | Jornada 11 | Jornada 11   | Jornada 11 | Jornada 11 | Jornada 11 |
| Local      | Resultado  | Visitante            | Estadio                   | Fecha         | Hora       | Espectadores | Amonestado | Expulsado  |            |
| ---------- | ---------- | -------------------- | ------------------------- | ------------- | ---------- | ------------ | ---------- | ---------- | ---------- |
| Mazatlán   | 3 - 2      | Juárez               | Deportivo Benito Juárez   | 14 de octubre | 10:00      | 0            | 4          | 0          |            |
| América    | 0 - 0      | Puebla               | Cancha Centenario No. 5   | 14 de octubre | 12:00      | 0            | 0          | 1          |            |
| León       | 0 - 2      | Guadalajara          | Casa Club León            | 14 de octubre | 16:00      | 0            | 2          | 0          |            |
| Necaxa     | 0 - 1      | Tigres               | Victoria                  | 14 de octubre | 17:00      | 0            | 4          | 0          |            |
| Santos     | 0 - 1      | Pachuca              | Corona                    | 14 de octubre | 21:00      | 0            | 3          | 0          |            |
| Atlas      | 2 - 1      | Atlético de San Luis | Alfredo "Pistache" Torres | 15 de octubre | 10:00      | 0            | 1          | 0          |            |
| Monterrey  | 2 - 1      | Tijuana              | El Barrial                | 15 de octubre | 10:30      | 0            | 3          | 0          |            |
| UNAM       | 2 - 0      | Cruz Azul            | La Cantera                | 15 de octubre | 12:00      | 0            | 3          | 0          |            |
| Querétaro  | 1 - 0      | Toluca               | Corregidora               | 15 de octubre | 16:00      | 0            | 0          | 0          |            |

| Jornada 12           | Jornada 12 | Jornada 12  | Jornada 12              | Jornada 12    | Jornada 12 | Jornada 12   | Jornada 12 | Jornada 12 | Jornada 12 |
| Local                | Resultado  | Visitante   | Estadio                 | Fecha         | Hora       | Espectadores | Amonestado | Expulsado  |            |
| -------------------- | ---------- | ----------- | ----------------------- | ------------- | ---------- | ------------ | ---------- | ---------- | ---------- |
| Puebla               | 0 - 0      | Necaxa      | Deportivo Los Olivos    | 17 de octubre | 12:00      | 0            | 4          | 0          |            |
| Tigres               | 3 - 1      | León        | Universitario           | 18 de octubre | 9:30       | 0            | 2          | 0          |            |
| Atlas                | 5 - 0      | Juárez      | CECAF                   | 18 de octubre | 10:00      | 0            | 0          | 0          |            |
| Cruz Azul            | 1 - 3      | Toluca      | 10 de diciembre         | 18 de octubre | 16:00      | 0            | 5          | 0          |            |
| Atlético de San Luis | 2 - 2      | Guadalajara | Alfonso Lastras         | 18 de octubre | 17:00      | 0            | 1          | 0          |            |
| Querétaro            | 2 - 1      | Santos      | Corregidora             | 19 de octubre | 12:00      | 0            | 2          | 0          |            |
| América              | 1 - 2      | Monterrey   | Cancha Centenario No. 5 | 19 de octubre | 16:00      | 0            | 3          | 0          |            |
| Pachuca              | 3 - 0      | Mazatlán    | Hidalgo                 | 19 de octubre | 17:00      | 0            | 2          | 0          |            |
| Tijuana              | 0 - 0      | UNAM        | Caliente                | 19 de octubre | 19:00      | 0            | 1          | 0          |            |

| Jornada 13  | Jornada 13 | Jornada 13           | Jornada 13               | Jornada 13     | Jornada 13 | Jornada 13   | Jornada 13 | Jornada 13 | Jornada 13 |
| Local       | Resultado  | Visitante            | Estadio                  | Fecha          | Hora       | Espectadores | Amonestado | Expulsado  |            |
| ----------- | ---------- | -------------------- | ------------------------ | -------------- | ---------- | ------------ | ---------- | ---------- | ---------- |
| León        | 1 - 3      | Querétaro            | Casa Club León           | 29 de octubre  | 15:45      | 0            | 6          | 1          |            |
| Mazatlán    | 2 - 0      | Cruz Azul            | Mazatlán                 | 31 de octubre  | 10:00      | 0            | 1          | 0          |            |
| Toluca      | 1 - 3      | Atlas                | Instalaciones de Metepec | 31 de octubre  | 12:00      | 0            | 2          | 0          |            |
| Puebla      | 0 - 3      | Tigres               | Cuauhtémoc               | 1 de noviembre | 12:00      | 0            | 3          | 0          |            |
| Necaxa      | 2 - 4      | Santos               | Victoria                 | 1 de noviembre | 16:00      | 0            | 2          | 0          |            |
| Guadalajara | 2 - 1      | Pachuca              | Akron                    | 2 de noviembre | 17:00      | 0            | 0          | 0          |            |
| Juárez      | 0 - 1      | América              | Olímpico Benito Juárez   | 2 de noviembre | 18:00      | 0            | 0          | 0          |            |
| Monterrey   | 1 - 0      | UNAM                 | BBVA                     | 2 de noviembre | 19:00      | 0            | 0          | 0          |            |
| Tijuana     | 2 - 0      | Atlético de San Luis | Caliente                 | 2 de noviembre | 19:00      | 0            | 3          | 0          |            |

| Jornada 14           | Jornada 14 | Jornada 14 | Jornada 14               | Jornada 14     | Jornada 14 | Jornada 14   | Jornada 14 | Jornada 14 | Jornada 14 |
| Local                | Resultado  | Visitante  | Estadio                  | Fecha          | Hora       | Espectadores | Amonestado | Expulsado  |            |
| -------------------- | ---------- | ---------- | ------------------------ | -------------- | ---------- | ------------ | ---------- | ---------- | ---------- |
| Cruz Azul            | 0 - 1      | Puebla     | 10 de diciembre          | 4 de noviembre | 15.45      | 0            | 4          | 1          |            |
| Guadalajara          | 3 - 0      | Tijuana    | Akron                    | 5 de noviembre | 10:30      | 0            | 0          | 0          |            |
| UNAM                 | 4 - 0      | Necaxa     | La Cantera               | 5 de noviembre | 12:00      | 0            | 0          | 0          |            |
| Toluca               | 1 - 2      | América    | Instalaciones de Metepec | 5 de noviembre | 15:45      | 0            | 2          | 0          |            |
| Querétaro            | 1 - 1      | Monterrey  | Corregidora              | 5 de noviembre | 17:00      | 0            | 2          | 0          |            |
| Pachuca              | 2 - 2      | Juárez     | Hidalgo                  | 5 de noviembre | 19:00      | 0            | 2          | 0          |            |
| Tigres               | 3 - 0      | Atlas      | Universitario            | 5 de noviembre | 19:00      | 0            | 2          | 0          |            |
| Atlético de San Luis | 2 - 1      | León       | Alfonso Lastras          | 5 de noviembre | 20:00      | 0            | 3          | 0          |            |
| Santos               | 1 - 1      | Mazatlán   | Corona                   | 5 de noviembre | 21:00      | 0            | 0          | 0          |            |

| Jornada 15 | Jornada 15 | Jornada 15           | Jornada 15                | Jornada 15     | Jornada 15 | Jornada 15   | Jornada 15 | Jornada 15 | Jornada 15 |
| Local      | Resultado  | Visitante            | Estadio                   | Fecha          | Hora       | Espectadores | Amonestado | Expulsado  |            |
| ---------- | ---------- | -------------------- | ------------------------- | -------------- | ---------- | ------------ | ---------- | ---------- | ---------- |
| Puebla     | 0 - 5      | Guadalajara          | Cuauhtémoc                | 8 de noviembre | 12:00      | 0            | 2          | 0          |            |
| Necaxa     | 2 - 1      | Toluca               | Victoria                  | 8 de noviembre | 17:00      | 0            | 0          | 0          |            |
| Atlas      | 2 - 1      | UNAM                 | Alfredo "Pistache" Torres | 9 de noviembre | 10:00      | 0            | 3          | 0          |            |
| América    | 0 - 0      | Querétaro            | Cancha Centenario No. 5   | 9 de noviembre | 15:45      | 0            | 0          | 0          |            |
| Juárez     | 0 - 4      | Tigres               | Olímpico Benito Juárez    | 9 de noviembre | 18:00      | 0            | 1          | 1          |            |
| Santos     | 2 - 1      | Atlético de San Luis | Corona                    | 9 de noviembre | 19:00      | 0            | 6          | 1          |            |
| Monterrey  | 2 - 2      | Pachuca              | BBVA                      | 9 de noviembre | 19:00      | 0            | 3          | 0          |            |
| Mazatlán   | 1 - 0      | Tijuana              | Mazatlán                  | 9 de noviembre | 20:00      | 0            | 0          | 0          |            |
| León       | 1 - 1      | Cruz Azul            | Nou Camp                  | 9 de noviembre | 21:00      | 0            | 1          | 0          |            |

| Jornada 16           | Jornada 16 | Jornada 16 | Jornada 16               | Jornada 16      | Jornada 16 | Jornada 16   | Jornada 16 | Jornada 16 | Jornada 16 |
| Local                | Resultado  | Visitante  | Estadio                  | Fecha           | Hora       | Espectadores | Amonestado | Expulsado  |            |
| -------------------- | ---------- | ---------- | ------------------------ | --------------- | ---------- | ------------ | ---------- | ---------- | ---------- |
| Querétaro            | 1 - 1      | Puebla     | Corregidora              | 13 de noviembre | 17:00      | 0            | 3          | 0          |            |
| Cruz Azul            | 0 - 0      | Santos     | 10 de diciembre          | 14 de noviembre | 9:00       | 0            | 0          | 0          |            |
| UNAM                 | 1 - 0      | Mazatlán   | La Cantera               | 14 de noviembre | 11:00      | 0            | 0          | 0          |            |
| Tigres               | 1 - 2      | Monterrey  | Universitario            | 14 de noviembre | 19:00      | 0            | 3          | 0          |            |
| Toluca               | 1 - 3      | León       | Instalaciones de Metepec | 15 de noviembre | 12:00      | 0            | 1          | 0          |            |
| Atlético de San Luis | 2 - 0      | Necaxa     | Alfonso Lastras          | 15 de noviembre | 17:00      | 0            | 3          | 0          |            |
| Pachuca              | 1 - 3      | Atlas      | Hidalgo                  | 16 de noviembre | 17:00      | 0            | 1          | 0          |            |
| Guadalajara          | 1 - 2      | América    | Akron                    | 16 de noviembre | 19:00      | 0            | 4          | 0          |            |
| Tijuana              | 4 - 1      | Juárez     | Caliente                 | 16 de noviembre | 21:00      | 0            | 1          | 0          |            |

| Jornada 17 | Jornada 17 | Jornada 17           | Jornada 17                | Jornada 17      | Jornada 17 | Jornada 17   | Jornada 17 | Jornada 17 | Jornada 17 |
| Local      | Resultado  | Visitante            | Estadio                   | Fecha           | Hora       | Espectadores | Amonestado | Expulsado  |            |
| ---------- | ---------- | -------------------- | ------------------------- | --------------- | ---------- | ------------ | ---------- | ---------- | ---------- |
| Atlas      | 3 - 1      | Monterrey            | Alfredo "Pistache" Torres | 19 de noviembre | 10:00      | 0            | 2          | 1          |            |
| Puebla     | 3 - 0      | Juárez               | Cuauhtémoc                | 19 de noviembre | 12:00      | 0            | 1          | 0          |            |
| Necaxa     | 1 - 2      | Tijuana              | Victoria                  | 19 de noviembre | 17:00      | 0            | 6          | 0          |            |
| León       | 3 - 2      | UNAM                 | Nou Camp                  | 19 de noviembre | 17:00      | 0            | 3          | 0          |            |
| Santos     | 2 - 0      | Toluca               | Corona                    | 19 de noviembre | 19:00      | 0            | 2          | 0          |            |
| Mazatlán   | 1 - 1      | Atlético de San Luis | Deportivo Benito Juárez   | 20 de noviembre | 10:00      | 0            | 3          | 0          |            |
| América    | 3 - 0      | Pachuca              | Cancha Centenario No. 5   | 20 de noviembre | 12:00      | 0            | 3          | 0          |            |
| Querétaro  | 1 - 2      | Cruz Azul            | Corregidora               | 20 de noviembre | 16:00      | 0            | 2          | 0          |            |
| Tigres     | 4 - 1      | Guadalajara          | Universitario             | 20 de noviembre | 18:00      | 0            | 1          | 0          |            |

## Tabla General
- Datos según la página oficial de la competición.
- Fecha de actualización: 20 de noviembre de 2020

|     | Equipos              | PJ | PG | PE | PP | GF | GC | Dif. | Pts. |
| --- | -------------------- | -- | -- | -- | -- | -- | -- | ---- | ---- |
| 1.  | Tigres               | 17 | 15 | 1  | 1  | 50 | 11 | +39  | 46   |
| 2.  | Atlas                | 17 | 13 | 2  | 2  | 45 | 18 | +27  | 41   |
| 3.  | Monterrey            | 17 | 13 | 2  | 2  | 41 | 19 | +22  | 41   |
| 4.  | Guadalajara          | 17 | 12 | 2  | 3  | 42 | 17 | +25  | 38   |
| 5.  | América              | 17 | 11 | 4  | 2  | 35 | 12 | +23  | 37   |
| 6.  | UNAM                 | 17 | 8  | 3  | 6  | 25 | 15 | +10  | 27   |
| 7.  | Querétaro            | 17 | 7  | 5  | 5  | 24 | 20 | +4   | 26   |
| 8.  | Pachuca              | 17 | 7  | 3  | 7  | 24 | 25 | -1   | 24   |
| 9.  | Santos               | 17 | 5  | 6  | 6  | 17 | 20 | -3   | 21   |
| 10. | Mazatlán             | 17 | 6  | 3  | 8  | 14 | 39 | -25  | 21   |
| 11. | Atlético de San Luis | 17 | 5  | 2  | 10 | 22 | 30 | -8   | 17   |
| 12. | Puebla               | 17 | 4  | 5  | 8  | 12 | 23 | -11  | 17   |
| 13. | León                 | 17 | 4  | 4  | 9  | 21 | 31 | -10  | 16   |
| 14. | Cruz Azul            | 17 | 3  | 5  | 9  | 14 | 24 | -10  | 14   |
| 15. | Toluca               | 17 | 4  | 1  | 12 | 16 | 29 | -13  | 13   |
| 16. | Tijuana              | 17 | 3  | 3  | 11 | 16 | 31 | -15  | 12   |
| 17. | Juárez               | 17 | 3  | 2  | 12 | 13 | 44 | -31  | 11   |
| 18. | Necaxa               | 17 | 3  | 1  | 13 | 10 | 33 | -23  | 10   |

| Simbología |
| --- |
| Pos – Posición; PJ – Partidos Jugados; PG - Partidos Ganados; PE - Partidos Empatados; PP - Partidos Perdidos; GF – Goles a Favor; GC – Goles en Contra; DIF – Diferencia de Goles; PTS - Puntos. |

|  | Líder, Clasifica a Liguilla (1.º Lugar). |
|  | Clasifica a Liguilla (2.º a 8.º Lugar).  |
|  | Último lugar.                            |

### Evolución de la clasificación
Fecha de actualización: 20 de noviembre de 2020
| Equipo / Jornada     | 01  | 02  | 03  | 04 | 05 | 06 | 07 | 08 | 09 | 10 | 11 | 12 | 13 | 14 | 15 | 16 | 17 |
| -------------------- | --- | --- | --- | -- | -- | -- | -- | -- | -- | -- | -- | -- | -- | -- | -- | -- | -- |
| Tigres               | 7   | 2   | 2   | 2  | 4  | 4  | 2  | 2  | 1  | 1  | 1  | 1  | 1  | 1  | 1  | 1  | 1  |
| Atlas                | 2   | 8   | 9   | 7  | 6  | 6  | 5  | 5  | 5  | 5  | 4  | 3  | 3  | 4  | 4  | 4  | 2  |
| Monterrey            | 6   | 3   | 3   | 4  | 2  | 1  | 1  | 1  | 3  | 2  | 2  | 2  | 2  | 2  | 3  | 2  | 3  |
| Guadalajara          | 1   | 1   | 1   | 1  | 3  | 3  | 3  | 4  | 2  | 3  | 3  | 4  | 4  | 3  | 2  | 3  | 4  |
| América              | 4   | 4   | 4   | 3  | 1  | 2  | 4  | 3  | 4  | 4  | 5  | 5  | 5  | 5  | 5  | 5  | 5  |
| UNAM                 | 10* | 11* | 7*  | 6  | 5  | 5  | 6  | 7  | 7  | 6  | 6  | 7  | 8  | 6  | 7  | 6  | 6  |
| Querétaro            | 13  | 12  | 13  | 14 | 12 | 8  | 8  | 10 | 8  | 8  | 8  | 8  | 6  | 7  | 6  | 7  | 7  |
| Pachuca              | 5   | 5   | 5   | 5  | 7  | 7  | 7  | 6  | 6  | 7  | 7  | 6  | 7  | 8  | 8  | 8  | 8  |
| Santos               | 9*  | 15* | 16* | 12 | 14 | 15 | 16 | 14 | 15 | 10 | 11 | 13 | 10 | 10 | 10 | 10 | 9  |
| Mazatlán             | 16  | 18  | 12  | 13 | 16 | 12 | 14 | 15 | 16 | 12 | 9  | 10 | 9  | 9  | 9  | 9  | 10 |
| Atlético de San Luis | 8   | 9   | 6   | 10 | 10 | 11 | 13 | 9  | 11 | 15 | 15 | 12 | 12 | 12 | 12 | 11 | 11 |
| Puebla               | 11  | 10  | 11  | 9  | 9  | 10 | 10 | 11 | 14 | 16 | 14 | 11 | 13 | 13 | 13 | 12 | 12 |
| León                 | 3   | 6   | 10  | 8  | 8  | 9  | 9  | 12 | 12 | 14 | 16 | 16 | 16 | 16 | 16 | 13 | 13 |
| Cruz Azul            | 14  | 7   | 8   | 11 | 11 | 13 | 15 | 16 | 13 | 13 | 13 | 15 | 15 | 15 | 15 | 15 | 14 |
| Toluca               | 12  | 13  | 14  | 15 | 13 | 14 | 11 | 13 | 9  | 9  | 10 | 9  | 11 | 11 | 11 | 14 | 15 |
| Tijuana              | 17  | 17  | 17  | 17 | 17 | 17 | 18 | 18 | 18 | 18 | 18 | 18 | 18 | 18 | 18 | 18 | 16 |
| Juárez               | 18  | 14  | 15  | 16 | 15 | 16 | 12 | 8  | 10 | 11 | 12 | 14 | 14 | 14 | 14 | 16 | 17 |
| Necaxa               | 15  | 16  | 18  | 18 | 18 | 18 | 17 | 17 | 17 | 17 | 17 | 17 | 17 | 17 | 17 | 17 | 18 |

* Indica la posición del equipo con un partido pendiente.

## Liguilla
|  | Cuartos de final                                               | Cuartos de final                                               | Cuartos de final                                               |   |           | Semifinales                                                  | Semifinales                                                  | Semifinales                                                  |  |  | Final                                                          | Final                                                          | Final                                                          |
|  | 27 de noviembre de 2020 (ida) 30 de noviembre de 2020 (vuelta) | 27 de noviembre de 2020 (ida) 30 de noviembre de 2020 (vuelta) | 27 de noviembre de 2020 (ida) 30 de noviembre de 2020 (vuelta) |   |           | 4 de diciembre de 2020 (ida) 7 de diciembre de 2020 (vuelta) | 4 de diciembre de 2020 (ida) 7 de diciembre de 2020 (vuelta) | 4 de diciembre de 2020 (ida) 7 de diciembre de 2020 (vuelta) |  |  | 11 de diciembre de 2020 (ida) 14 de diciembre de 2020 (vuelta) | 11 de diciembre de 2020 (ida) 14 de diciembre de 2020 (vuelta) | 11 de diciembre de 2020 (ida) 14 de diciembre de 2020 (vuelta) |
|  |                                                                |                                                                |                                                                |   |           |                                                              |                                                              |                                                              |  |  |                                                                |                                                                |                                                                |
|  | Tigres                                                         | 2                                                              | 4                                                              |   |           |                                                              |                                                              |                                                              |  |  |                                                                |                                                                |                                                                |
|  | Pachuca                                                        | 1                                                              | 1                                                              |   |           |                                                              |                                                              |                                                              |  |  |                                                                |                                                                |                                                                |
|  | Pachuca                                                        | 1                                                              | 1                                                              |   | Tigres    | 2                                                            | 2                                                            |                                                              |  |  |                                                                |                                                                |                                                                |
|  |                                                                |                                                                |                                                                |   | Tigres    | 2                                                            | 2                                                            |                                                              |  |  |                                                                |                                                                |                                                                |
|  |                                                                | Querétaro                                                      | 0                                                              | 0 |           |                                                              |                                                              |                                                              |  |  |                                                                |                                                                |                                                                |
|  | Atlas                                                          | Querétaro                                                      | 0                                                              | 0 | 2         | 2                                                            |                                                              |                                                              |  |  |                                                                |                                                                |                                                                |
|  | Atlas                                                          |                                                                |                                                                |   | 2         | 2                                                            |                                                              |                                                              |  |  |                                                                |                                                                |                                                                |
|  | Querétaro (v.)                                                 | 1                                                              | 3                                                              |   |           |                                                              |                                                              |                                                              |  |  |                                                                |                                                                |                                                                |
|  |                                                                |                                                                |                                                                |   |           |                                                              |                                                              |                                                              |  |  | Tigres                                                         | 1                                                              | 0 (3)                                                          |
|  |                                                                |                                                                | Monterrey                                                      | 0 | 1 (2)     |                                                              |                                                              |                                                              |  |  |                                                                |                                                                |                                                                |
|  | Monterrey                                                      | 1                                                              | 4                                                              |   |           |                                                              |                                                              |                                                              |  |  |                                                                |                                                                |                                                                |
|  | UNAM                                                           | 1                                                              | 0                                                              |   |           |                                                              |                                                              |                                                              |  |  |                                                                |                                                                |                                                                |
|  | UNAM                                                           | 1                                                              | 0                                                              |   | Monterrey | 4                                                            | 3                                                            |                                                              |  |  |                                                                |                                                                |                                                                |
|  |                                                                |                                                                |                                                                |   | Monterrey | 4                                                            | 3                                                            |                                                              |  |  |                                                                |                                                                |                                                                |
|  |                                                                | América                                                        | 1                                                              | 2 |           |                                                              |                                                              |                                                              |  |  |                                                                |                                                                |                                                                |
|  | Guadalajara                                                    | América                                                        | 1                                                              | 2 | 0         | 2                                                            |                                                              |                                                              |  |  |                                                                |                                                                |                                                                |
|  | Guadalajara                                                    |                                                                |                                                                |   | 0         | 2                                                            |                                                              |                                                              |  |  |                                                                |                                                                |                                                                |
|  | América                                                        | 1                                                              | 2                                                              |   |           |                                                              |                                                              |                                                              |  |  |                                                                |                                                                |                                                                |

### Cuartos de final

#### Tigres - Pachuca
| 27 de noviembre de 2020 | Pachuca       | 1:2 (0:1) | Tigres                        | Estadio Hidalgo, Pachuca                                             |                                                                      |
| 21:00 (UTC-6)           | B. Sierra 76' | Reporte   | 43' B. Cruz · 68' K. Martínez | Asistencia: 0 espectadores Árbitro(s): Martín Gerardo Juárez Jiménez | Asistencia: 0 espectadores Árbitro(s): Martín Gerardo Juárez Jiménez |

| 30 de noviembre de 2020     | Tigres                                          | 4:1 (3:0) (Global 6:2) | Pachuca         | Estadio Universitario, San Nicolás de los Garza                |                                                                |
| 19:00 (UTC-6)               | S. Mayor 2' · K. Martínez 12' 19' · B. Cruz 67' | Reporte                | 50' A. Balcázar | Asistencia: 0 espectadores Árbitro(s): Karen Hernández Andrade | Asistencia: 0 espectadores Árbitro(s): Karen Hernández Andrade |
| Tigres avanza a semifinales |                                                 |                        |                 |                                                                |                                                                |

#### Atlas - Querétaro
| 27 de noviembre de 2020 | Querétaro     | 1:2 (0:1) | Atlas                             | Estadio Corregidora, Querétaro                               |                                                              |
| 19:00 (UTC-6)           | F. Servín 71' | Reporte   | 30' A. González · 90+2' M. García | Asistencia: 0 espectadores Árbitro(s): Lucila Venegas Montes | Asistencia: 0 espectadores Árbitro(s): Lucila Venegas Montes |

| 30 de noviembre de 2020                                | Atlas                           | 2:3 (2:1) (Global 4:4) | Querétaro                             | Estadio Alfredo "Pistache" Torres, Zapopan                          |                                                                     |
| 10:00 (UTC-6)                                          | J. Robles 21' · A. Iturbide 34' | Reporte                | 25', 76' L. Rodríguez · 84' A. Orozco | Asistencia: 0 espectadores Árbitro(s): Priscila Eritzel Pérez Borja | Asistencia: 0 espectadores Árbitro(s): Priscila Eritzel Pérez Borja |
| Querétaro avanza a semifinales por goles de visitante. |                                 |                        |                                       |                                                                     |                                                                     |

#### Monterrey - UNAM
| 27 de noviembre de 2020 | UNAM           | 1:1 (0:1) | Monterrey        | La Cantera, Ciudad de México                                       |                                                                    |
| 15:45 (UTC-6)           | L. Herrera 88' | Reporte   | 39' D. Monsiváis | Asistencia: 0 espectadores Árbitro(s): Diana Stephania Pérez Borja | Asistencia: 0 espectadores Árbitro(s): Diana Stephania Pérez Borja |

| 30 de noviembre de 2020        | Monterrey                                                            | 4:0 (1:0) (Global 5:1) | UNAM | Estadio BBVA, Monterrey                                         |                                                                 |
| 21:00 (UTC-6)                  | M. Flores 13' · D. Monsiváis 47' · D. García 74' · S. Simental 90+1' | Reporte                |      | Asistencia: 0 espectadores Árbitro(s): Alejandro Funk Villafañe | Asistencia: 0 espectadores Árbitro(s): Alejandro Funk Villafañe |
| Monterrey avanza a semifinales |                                                                      |                        |      |                                                                 |                                                                 |

#### Guadalajara - América
| 27 de noviembre de 2020 | América       | 1:0 (0:0) | Guadalajara | Cancha Centenario No. 5, Ciudad de México                              |                                                                        |
| 12:00 (UTC-6)           | B. Cuevas 77' | Reporte   |             | Asistencia: 0 espectadores Árbitro(s): Francia María González Martínez | Asistencia: 0 espectadores Árbitro(s): Francia María González Martínez |

| 30 de noviembre de 2020      | Guadalajara                         | 2:2 (0:0) (Global 2:3) | América                        | Estadio Akron, Guadalajara                                        |                                                                   |
| 17:00 (UTC-6)                | A. Cervantes 74' · I. Gutiérrez 84' | Reporte                | M. Campa 59' · E. González 66' | Asistencia: 0 espectadores Árbitro(s): Katia Itzel García Mendoza | Asistencia: 0 espectadores Árbitro(s): Katia Itzel García Mendoza |
| América avanza a semifinales |                                     |                        |                                |                                                                   |                                                                   |

### Semifinales

#### Tigres - Querétaro
| 4 de diciembre de 2020 | Querétaro | 0:2 (0:1) | Tigres                               | Estadio Corregidora, Querétaro                                    |                                                                   |
| 19:00 (UTC-6)          |           | Reporte   | 33' K. Martínez · 64' N. Gómez Junco | Asistencia: 0 espectadores Árbitro(s): Katia Itzel García Mendoza | Asistencia: 0 espectadores Árbitro(s): Katia Itzel García Mendoza |

| 7 de diciembre de 2020   | Tigres                            | 2:0 (1:0) (Global 4:0) | Querétaro | Estadio Universitario, San Nicolás de los Garza                      |                                                                      |
| 19:00 (UTC-6)            | S. Mayor 13' · N. Gómez Junco 64' | Reporte                |           | Asistencia: 0 espectadores Árbitro(s): Lizzet Amairany García Olvera | Asistencia: 0 espectadores Árbitro(s): Lizzet Amairany García Olvera |
| Tigres avanza a la final |                                   |                        |           |                                                                      |                                                                      |

#### Monterrey - América
| 4 de diciembre de 2020 | América          | 1:4 (0:3) | Monterrey                                                                 | Estadio Azteca, Ciudad de México                               |                                                                |
| 17:00 (UTC-6)          | D. Hernández 47' | Reporte   | 19' C. Burkenroad · 31' D. Evangelista · 33' D. Monsiváis · 76' R. Bernal | Asistencia: 0 espectadores Árbitro(s): Karen Hernández Andrade | Asistencia: 0 espectadores Árbitro(s): Karen Hernández Andrade |

| 7 de diciembre de 2020      | Monterrey                                  | 3:2 (1:1) (Global 7:3) | América                        | Estadio BBVA, Monterrey                                                |                                                                        |
| 21:00 (UTC-6)               | D. Evangelista 11' 74' · C. Burkenroad 82' | Reporte                | 33' J. Orejel · 87' D. Cázares | Asistencia: 0 espectadores Árbitro(s): Francia María González Martínez | Asistencia: 0 espectadores Árbitro(s): Francia María González Martínez |
| Monterrey avanza a la final |                                            |                        |                                |                                                                        |                                                                        |

### Final

#### Tigres - Monterrey
| 11 de diciembre de 2020 | Monterrey | 0:1 (0:0) | Tigres        | Estadio BBVA, Monterrey                                                |                                                                        |
| 21:00 (UTC-6)           |           | Reporte   | 61' L. Ovalle | Asistencia: 0 espectadores Árbitro(s): Francia María González Martínez | Asistencia: 0 espectadores Árbitro(s): Francia María González Martínez |

| 14 de diciembre de 2020                   | Tigres                                            | 0:1 (0:0) (3:2 p.)(Global 1:1) | Monterrey                                                        | Estadio Universitario, San Nicolás de los Garza                   |                                                                   |
| 19:00 (UTC-6)                             |                                                   | Reporte                        | 90+3' A. Mejía                                                   | Asistencia: 0 espectadores Árbitro(s): Katia Itzel García Mendoza | Asistencia: 0 espectadores Árbitro(s): Katia Itzel García Mendoza |
|                                           |                                                   | Tiros desde el punto penal     |                                                                  |                                                                   |                                                                   |
|                                           | K. Martínez · L. Mercado · N. Antonio · C. Ferral |                                | D. Monsiváis · C. Burkenroad · M. Cadena · V. Valdez · Y. Franco |                                                                   |                                                                   |
| Tigres campeón del Torneo Guard1anes 2020 |                                                   |                                |                                                                  |                                                                   |                                                                   |

#### Final - Ida
| 12    | POR   | Alejandría Godínez   |     |
| 4     | DEF   | Rebeca Bernal        |     |
| 13    | DEF   | Annia Mejía          |     |
| 14    | DEF   | Ricla Rajunov        |     |
| 19    | DEF   | Mariana Cadena       |     |
| 22    | MED   | Diana García         |     |
| 26    | MED   | Valeria Valdez       |     |
| 2     | DEL   | Christina Burkenroad |     |
| 8     | DEL   | Diana Evangelista    | 81' |
| 9     | DEL   | Desirée Monsiváis    | 70' |
| 20    | DEL   | Daniela Solís        |     |
| D. T. | D. T. | Héctor Becerra       |     |

| 20    | POR   | Ofelia Solís        |     |
| 3     | DEF   | Bianca Sierra       |     |
| 4     | DEF   | Greta Espinoza      |     |
| 15    | DEF   | Cristina Ferral     |     |
| 17    | DEF   | Natalia Villarreal  |     |
| 6     | MED   | Nancy Antonio       |     |
| 7     | MED   | Liliana Mercado     |     |
| 14    | MED   | Lizbeth Ovalle      |     |
| 21    | MED   | Natalia Gómez Junco | 85' |
| 9     | DEL   | Stephany Mayor      |     |
| 10    | DEL   | Katty Martínez      |     |
| D. T. | D. T. | Roberto Medina      |     |

| 7  | MED | Andrea Hernández | 70' |
| 10 | MED | Dinora Garza     | 81' |

| 5 | DEL | María Fernanda Elizondo | 85' |

| 61' | Lizbeth Ovalle | 0:1 |

| 45' · 59' · 84' · 89' | Ricla Rajunov Valeria Valdez Rebeca Bernal Dinora Garza |

| 13' · 66' | Cristina Ferral Nancy Antonio |

| Principal  | Francia María González Martínez      |
| Asistentes | Yudilia Carolina Briones Covarrubias |
|            | Alma Karen Martínez Vargas           |
| Cuarto     | Priscila Eritzel Pérez Borja         |

|                    |     |     |
| Tiros              | 4   | 12  |
| Tiros a puerta     | 3   | 5   |
| Faltas             | 8   | 4   |
| Saques de esquina  | 0   | 4   |
| Penaltis           | 0   | 0   |
| Fueras de juego    | 1   | 1   |
| Posesión del balón | 36% | 64% |

| Alineación inicial |

| 12    | POR   | Alejandría Godínez   |     |
| 4     | DEF   | Rebeca Bernal        |     |
| 13    | DEF   | Annia Mejía          |     |
| 14    | DEF   | Ricla Rajunov        |     |
| 19    | DEF   | Mariana Cadena       |     |
| 22    | MED   | Diana García         |     |
| 26    | MED   | Valeria Valdez       |     |
| 2     | DEL   | Christina Burkenroad |     |
| 8     | DEL   | Diana Evangelista    | 81' |
| 9     | DEL   | Desirée Monsiváis    | 70' |
| 20    | DEL   | Daniela Solís        |     |
| D. T. | D. T. | Héctor Becerra       |     |

| 20    | POR   | Ofelia Solís        |     |
| 3     | DEF   | Bianca Sierra       |     |
| 4     | DEF   | Greta Espinoza      |     |
| 15    | DEF   | Cristina Ferral     |     |
| 17    | DEF   | Natalia Villarreal  |     |
| 6     | MED   | Nancy Antonio       |     |
| 7     | MED   | Liliana Mercado     |     |
| 14    | MED   | Lizbeth Ovalle      |     |
| 21    | MED   | Natalia Gómez Junco | 85' |
| 9     | DEL   | Stephany Mayor      |     |
| 10    | DEL   | Katty Martínez      |     |
| D. T. | D. T. | Roberto Medina      |     |

| 7  | MED | Andrea Hernández | 70' |
| 10 | MED | Dinora Garza     | 81' |

| 5 | DEL | María Fernanda Elizondo | 85' |

| 61' | Lizbeth Ovalle | 0:1 |

| 45' · 59' · 84' · 89' | Ricla Rajunov Valeria Valdez Rebeca Bernal Dinora Garza |

| 13' · 66' | Cristina Ferral Nancy Antonio |

| Principal  | Francia María González Martínez      |
| Asistentes | Yudilia Carolina Briones Covarrubias |
|            | Alma Karen Martínez Vargas           |
| Cuarto     | Priscila Eritzel Pérez Borja         |

|                    |     |     |
| Tiros              | 4   | 12  |
| Tiros a puerta     | 3   | 5   |
| Faltas             | 8   | 4   |
| Saques de esquina  | 0   | 4   |
| Penaltis           | 0   | 0   |
| Fueras de juego    | 1   | 1   |
| Posesión del balón | 36% | 64% |

| Alineación inicial |

| 12    | POR   | Alejandría Godínez   |     |
| 4     | DEF   | Rebeca Bernal        |     |
| 13    | DEF   | Annia Mejía          |     |
| 14    | DEF   | Ricla Rajunov        |     |
| 19    | DEF   | Mariana Cadena       |     |
| 22    | MED   | Diana García         |     |
| 26    | MED   | Valeria Valdez       |     |
| 2     | DEL   | Christina Burkenroad |     |
| 8     | DEL   | Diana Evangelista    | 81' |
| 9     | DEL   | Desirée Monsiváis    | 70' |
| 20    | DEL   | Daniela Solís        |     |
| D. T. | D. T. | Héctor Becerra       |     |

| 20    | POR   | Ofelia Solís        |     |
| 3     | DEF   | Bianca Sierra       |     |
| 4     | DEF   | Greta Espinoza      |     |
| 15    | DEF   | Cristina Ferral     |     |
| 17    | DEF   | Natalia Villarreal  |     |
| 6     | MED   | Nancy Antonio       |     |
| 7     | MED   | Liliana Mercado     |     |
| 14    | MED   | Lizbeth Ovalle      |     |
| 21    | MED   | Natalia Gómez Junco | 85' |
| 9     | DEL   | Stephany Mayor      |     |
| 10    | DEL   | Katty Martínez      |     |
| D. T. | D. T. | Roberto Medina      |     |

| 7  | MED | Andrea Hernández | 70' |
| 10 | MED | Dinora Garza     | 81' |

| 5 | DEL | María Fernanda Elizondo | 85' |

| 61' | Lizbeth Ovalle | 0:1 |

| 45' · 59' · 84' · 89' | Ricla Rajunov Valeria Valdez Rebeca Bernal Dinora Garza |

| 13' · 66' | Cristina Ferral Nancy Antonio |

| Principal  | Francia María González Martínez      |
| Asistentes | Yudilia Carolina Briones Covarrubias |
|            | Alma Karen Martínez Vargas           |
| Cuarto     | Priscila Eritzel Pérez Borja         |

|                    |     |     |
| Tiros              | 4   | 12  |
| Tiros a puerta     | 3   | 5   |
| Faltas             | 8   | 4   |
| Saques de esquina  | 0   | 4   |
| Penaltis           | 0   | 0   |
| Fueras de juego    | 1   | 1   |
| Posesión del balón | 36% | 64% |

| Alineación inicial |

| 12    | POR   | Alejandría Godínez   |     |
| 4     | DEF   | Rebeca Bernal        |     |
| 13    | DEF   | Annia Mejía          |     |
| 14    | DEF   | Ricla Rajunov        |     |
| 19    | DEF   | Mariana Cadena       |     |
| 22    | MED   | Diana García         |     |
| 26    | MED   | Valeria Valdez       |     |
| 2     | DEL   | Christina Burkenroad |     |
| 8     | DEL   | Diana Evangelista    | 81' |
| 9     | DEL   | Desirée Monsiváis    | 70' |
| 20    | DEL   | Daniela Solís        |     |
| D. T. | D. T. | Héctor Becerra       |     |

| 20    | POR   | Ofelia Solís        |     |
| 3     | DEF   | Bianca Sierra       |     |
| 4     | DEF   | Greta Espinoza      |     |
| 15    | DEF   | Cristina Ferral     |     |
| 17    | DEF   | Natalia Villarreal  |     |
| 6     | MED   | Nancy Antonio       |     |
| 7     | MED   | Liliana Mercado     |     |
| 14    | MED   | Lizbeth Ovalle      |     |
| 21    | MED   | Natalia Gómez Junco | 85' |
| 9     | DEL   | Stephany Mayor      |     |
| 10    | DEL   | Katty Martínez      |     |
| D. T. | D. T. | Roberto Medina      |     |

| 7  | MED | Andrea Hernández | 70' |
| 10 | MED | Dinora Garza     | 81' |

| 5 | DEL | María Fernanda Elizondo | 85' |

| 61' | Lizbeth Ovalle | 0:1 |

| 45' · 59' · 84' · 89' | Ricla Rajunov Valeria Valdez Rebeca Bernal Dinora Garza |

| 13' · 66' | Cristina Ferral Nancy Antonio |

| Principal  | Francia María González Martínez      |
| Asistentes | Yudilia Carolina Briones Covarrubias |
|            | Alma Karen Martínez Vargas           |
| Cuarto     | Priscila Eritzel Pérez Borja         |

|                    |     |     |
| Tiros              | 4   | 12  |
| Tiros a puerta     | 3   | 5   |
| Faltas             | 8   | 4   |
| Saques de esquina  | 0   | 4   |
| Penaltis           | 0   | 0   |
| Fueras de juego    | 1   | 1   |
| Posesión del balón | 36% | 64% |

| Alineación inicial |

#### Final - Vuelta
| 20    | POR   | Ofelia Solís        |     |
| 3     | DEF   | Bianca Sierra       |     |
| 4     | DEF   | Greta Espinoza      |     |
| 15    | DEF   | Cristina Ferral     |     |
| 17    | DEF   | Natalia Villarreal  |     |
| 6     | MED   | Nancy Antonio       |     |
| 7     | MED   | Liliana Mercado     |     |
| 14    | MED   | Lizbeth Ovalle      | 88' |
| 21    | MED   | Natalia Gómez Junco | 67' |
| 9     | DEL   | Stephany Mayor      |     |
| 10    | DEL   | Katty Martínez      |     |
| D. T. | D. T. | Roberto Medina      |     |

| 12    | POR   | Alejandría Godínez   |     |
| 5     | DEF   | Mónica Flores        |     |
| 13    | DEF   | Annia Mejía          |     |
| 14    | DEF   | Ricla Rajunov        |     |
| 19    | DEF   | Mariana Cadena       |     |
| 8     | MED   | Diana Evangelista    | 63' |
| 20    | MED   | Daniela Solís        | 73' |
| 22    | MED   | Diana García         | 87' |
| 26    | MED   | Valeria Valdez       |     |
| 2     | DEL   | Christina Burkenroad |     |
| 9     | DEL   | Desirée Monsiváis    |     |
| D. T. | D. T. | Héctor Becerra       |     |

| 18 | MED | Belén Cruz | 67' |
| 13 | DEF | Karen Luna | 88' |

| 10 | MED | Dinora Garza  | 63' |
| 17 | DEL | Yamilé Franco | 73' |
| 18 | DEL | Aylin Aviléz  | 87' |

| 90+3' | Annia Mejía | 0:1 |

| Acierto de penal · Acierto de penal · Acierto de penal · Fallo de penal | Katty Martínez Liliana Mercado Nancy Antonio Cristina Ferral | 1:1 2:1 3:2 |

| Acierto de penal · Fallo de penal · Acierto de penal · Fallo de penal · Fallo de penal | Desirée Monsiváis Christina Burkenroad Mariana Cadena Valeria Valdez Yamilé Franco | 0:1 1:1 2:2 3:2 |

| 86' | Cristina Ferral |

| 61' · 84' · 86' | Mónica Flores Yamilé Franco Desirée Monsiváis |

| Principal  | Katia Itzel García Mendoza    |
| Asistentes | Mayra Alejandra Mora Cerero   |
|            | Damaris Saray Jiménez Díaz    |
| Cuarto     | Lizzet Amairany García Olvera |

|                    |     |     |
| Tiros              | 10  | 6   |
| Tiros a puerta     | 5   | 1   |
| Faltas             | 3   | 13  |
| Saques de esquina  | 10  | 1   |
| Penaltis           | 0   | 0   |
| Fueras de juego    | 3   | 1   |
| Posesión del balón | 54% | 46% |

| Alineación inicial |

| 20    | POR   | Ofelia Solís        |     |
| 3     | DEF   | Bianca Sierra       |     |
| 4     | DEF   | Greta Espinoza      |     |
| 15    | DEF   | Cristina Ferral     |     |
| 17    | DEF   | Natalia Villarreal  |     |
| 6     | MED   | Nancy Antonio       |     |
| 7     | MED   | Liliana Mercado     |     |
| 14    | MED   | Lizbeth Ovalle      | 88' |
| 21    | MED   | Natalia Gómez Junco | 67' |
| 9     | DEL   | Stephany Mayor      |     |
| 10    | DEL   | Katty Martínez      |     |
| D. T. | D. T. | Roberto Medina      |     |

| 12    | POR   | Alejandría Godínez   |     |
| 5     | DEF   | Mónica Flores        |     |
| 13    | DEF   | Annia Mejía          |     |
| 14    | DEF   | Ricla Rajunov        |     |
| 19    | DEF   | Mariana Cadena       |     |
| 8     | MED   | Diana Evangelista    | 63' |
| 20    | MED   | Daniela Solís        | 73' |
| 22    | MED   | Diana García         | 87' |
| 26    | MED   | Valeria Valdez       |     |
| 2     | DEL   | Christina Burkenroad |     |
| 9     | DEL   | Desirée Monsiváis    |     |
| D. T. | D. T. | Héctor Becerra       |     |

| 18 | MED | Belén Cruz | 67' |
| 13 | DEF | Karen Luna | 88' |

| 10 | MED | Dinora Garza  | 63' |
| 17 | DEL | Yamilé Franco | 73' |
| 18 | DEL | Aylin Aviléz  | 87' |

| 90+3' | Annia Mejía | 0:1 |

| Acierto de penal · Acierto de penal · Acierto de penal · Fallo de penal | Katty Martínez Liliana Mercado Nancy Antonio Cristina Ferral | 1:1 2:1 3:2 |

| Acierto de penal · Fallo de penal · Acierto de penal · Fallo de penal · Fallo de penal | Desirée Monsiváis Christina Burkenroad Mariana Cadena Valeria Valdez Yamilé Franco | 0:1 1:1 2:2 3:2 |

| 86' | Cristina Ferral |

| 61' · 84' · 86' | Mónica Flores Yamilé Franco Desirée Monsiváis |

| Principal  | Katia Itzel García Mendoza    |
| Asistentes | Mayra Alejandra Mora Cerero   |
|            | Damaris Saray Jiménez Díaz    |
| Cuarto     | Lizzet Amairany García Olvera |

|                    |     |     |
| Tiros              | 10  | 6   |
| Tiros a puerta     | 5   | 1   |
| Faltas             | 3   | 13  |
| Saques de esquina  | 10  | 1   |
| Penaltis           | 0   | 0   |
| Fueras de juego    | 3   | 1   |
| Posesión del balón | 54% | 46% |

| Alineación inicial |

| 20    | POR   | Ofelia Solís        |     |
| 3     | DEF   | Bianca Sierra       |     |
| 4     | DEF   | Greta Espinoza      |     |
| 15    | DEF   | Cristina Ferral     |     |
| 17    | DEF   | Natalia Villarreal  |     |
| 6     | MED   | Nancy Antonio       |     |
| 7     | MED   | Liliana Mercado     |     |
| 14    | MED   | Lizbeth Ovalle      | 88' |
| 21    | MED   | Natalia Gómez Junco | 67' |
| 9     | DEL   | Stephany Mayor      |     |
| 10    | DEL   | Katty Martínez      |     |
| D. T. | D. T. | Roberto Medina      |     |

| 12    | POR   | Alejandría Godínez   |     |
| 5     | DEF   | Mónica Flores        |     |
| 13    | DEF   | Annia Mejía          |     |
| 14    | DEF   | Ricla Rajunov        |     |
| 19    | DEF   | Mariana Cadena       |     |
| 8     | MED   | Diana Evangelista    | 63' |
| 20    | MED   | Daniela Solís        | 73' |
| 22    | MED   | Diana García         | 87' |
| 26    | MED   | Valeria Valdez       |     |
| 2     | DEL   | Christina Burkenroad |     |
| 9     | DEL   | Desirée Monsiváis    |     |
| D. T. | D. T. | Héctor Becerra       |     |

| 18 | MED | Belén Cruz | 67' |
| 13 | DEF | Karen Luna | 88' |

| 10 | MED | Dinora Garza  | 63' |
| 17 | DEL | Yamilé Franco | 73' |
| 18 | DEL | Aylin Aviléz  | 87' |

| 90+3' | Annia Mejía | 0:1 |

| Acierto de penal · Acierto de penal · Acierto de penal · Fallo de penal | Katty Martínez Liliana Mercado Nancy Antonio Cristina Ferral | 1:1 2:1 3:2 |

| Acierto de penal · Fallo de penal · Acierto de penal · Fallo de penal · Fallo de penal | Desirée Monsiváis Christina Burkenroad Mariana Cadena Valeria Valdez Yamilé Franco | 0:1 1:1 2:2 3:2 |

| 86' | Cristina Ferral |

| 61' · 84' · 86' | Mónica Flores Yamilé Franco Desirée Monsiváis |

| Principal  | Katia Itzel García Mendoza    |
| Asistentes | Mayra Alejandra Mora Cerero   |
|            | Damaris Saray Jiménez Díaz    |
| Cuarto     | Lizzet Amairany García Olvera |

|                    |     |     |
| Tiros              | 10  | 6   |
| Tiros a puerta     | 5   | 1   |
| Faltas             | 3   | 13  |
| Saques de esquina  | 10  | 1   |
| Penaltis           | 0   | 0   |
| Fueras de juego    | 3   | 1   |
| Posesión del balón | 54% | 46% |

| Alineación inicial |

| 20    | POR   | Ofelia Solís        |     |
| 3     | DEF   | Bianca Sierra       |     |
| 4     | DEF   | Greta Espinoza      |     |
| 15    | DEF   | Cristina Ferral     |     |
| 17    | DEF   | Natalia Villarreal  |     |
| 6     | MED   | Nancy Antonio       |     |
| 7     | MED   | Liliana Mercado     |     |
| 14    | MED   | Lizbeth Ovalle      | 88' |
| 21    | MED   | Natalia Gómez Junco | 67' |
| 9     | DEL   | Stephany Mayor      |     |
| 10    | DEL   | Katty Martínez      |     |
| D. T. | D. T. | Roberto Medina      |     |

| 12    | POR   | Alejandría Godínez   |     |
| 5     | DEF   | Mónica Flores        |     |
| 13    | DEF   | Annia Mejía          |     |
| 14    | DEF   | Ricla Rajunov        |     |
| 19    | DEF   | Mariana Cadena       |     |
| 8     | MED   | Diana Evangelista    | 63' |
| 20    | MED   | Daniela Solís        | 73' |
| 22    | MED   | Diana García         | 87' |
| 26    | MED   | Valeria Valdez       |     |
| 2     | DEL   | Christina Burkenroad |     |
| 9     | DEL   | Desirée Monsiváis    |     |
| D. T. | D. T. | Héctor Becerra       |     |

| 18 | MED | Belén Cruz | 67' |
| 13 | DEF | Karen Luna | 88' |

| 10 | MED | Dinora Garza  | 63' |
| 17 | DEL | Yamilé Franco | 73' |
| 18 | DEL | Aylin Aviléz  | 87' |

| 90+3' | Annia Mejía | 0:1 |

| Acierto de penal · Acierto de penal · Acierto de penal · Fallo de penal | Katty Martínez Liliana Mercado Nancy Antonio Cristina Ferral | 1:1 2:1 3:2 |

| Acierto de penal · Fallo de penal · Acierto de penal · Fallo de penal · Fallo de penal | Desirée Monsiváis Christina Burkenroad Mariana Cadena Valeria Valdez Yamilé Franco | 0:1 1:1 2:2 3:2 |

| 86' | Cristina Ferral |

| 61' · 84' · 86' | Mónica Flores Yamilé Franco Desirée Monsiváis |

| Principal  | Katia Itzel García Mendoza    |
| Asistentes | Mayra Alejandra Mora Cerero   |
|            | Damaris Saray Jiménez Díaz    |
| Cuarto     | Lizzet Amairany García Olvera |

|                    |     |     |
| Tiros              | 10  | 6   |
| Tiros a puerta     | 5   | 1   |
| Faltas             | 3   | 13  |
| Saques de esquina  | 10  | 1   |
| Penaltis           | 0   | 0   |
| Fueras de juego    | 3   | 1   |
| Posesión del balón | 54% | 46% |

| Alineación inicial |

| Campeón Guard1anes 2020 |
| ----------------------- |
|                         |
| Tigres                  |
| 3° título               |

## Estadísticas

### Clasificación juego limpio
- Datos según la página oficial.
- Fecha de actualización: 21 de noviembre de 2020

| Lugar                                | Club                                 |          |          |          | Puntos   |
| ------------------------------------ | ------------------------------------ | -------- | -------- | -------- | -------- |
| 1                                    | Guadalajara                          | 10       | 0        | 0        | 10       |
| 2                                    | Tigres                               | 11       | 0        | 0        | 11       |
| 3                                    | Querétaro                            | 16       | 0        | 0        | 16       |
| 4                                    | Juárez                               | 13       | 1        | 0        | 16       |
| 5                                    | Mazatlán                             | 17       | 0        | 0        | 17       |
| 6                                    | Pachuca                              | 18       | 0        | 0        | 18       |
| 7                                    | UNAM                                 | 16       | 0        | 1        | 19       |
| 8                                    | León                                 | 16       | 0        | 1        | 19       |
| 9                                    | Necaxa                               | 19       | 0        | 0        | 19       |
| 10                                   | Atlas                                | 20       | 0        | 0        | 20       |
| 11                                   | Monterrey                            | 18       | 0        | 1        | 21       |
| 12                                   | Puebla                               | 19       | 1        | 0        | 22       |
| 13                                   | Atlético de San Luis                 | 23       | 0        | 0        | 23       |
| 14                                   | América                              | 18       | 1        | 1        | 24       |
| 15                                   | Toluca                               | 21       | 0        | 1        | 24       |
| 16                                   | Tijuana                              | 22       | 1        | 0        | 25       |
| 17                                   | Cruz Azul                            | 22       | 0        | 2        | 28       |
| 18                                   | Santos                               | 27       | 0        | 1        | 30       |
| Primera Tarjeta Amarilla             | Primera Tarjeta Amarilla             | 1 punto  | 1 punto  | 1 punto  | 1 punto  |
| Segunda Tarjeta Amarilla y Expulsión | Segunda Tarjeta Amarilla y Expulsión | 3 puntos | 3 puntos | 3 puntos | 3 puntos |
| Tarjeta Roja Directa                 | Tarjeta Roja Directa                 | 3 puntos | 3 puntos | 3 puntos | 3 puntos |

### Máximas goleadoras
Lista con los máximas goleadoras del torneo.
- Datos según la página oficial.

Fecha de actualización: 21 de noviembre de 2020
| Posición | Jugadora                            | Club        | Goles | Min. | Frec.       |
| -------- | ----------------------------------- | ----------- | ----- | ---- | ----------- |
| 1º       | Katty Martínez Abad                 | Tigres      | 18    | 1299 | 72.17 min.  |
| 2º       | Alison Hecnary González Esquivel    | Atlas       | 17    | 1485 | 87.35 min.  |
| 3º       | Mónica Desiree Monsiváis Salayandia | Monterrey   | 13    | 1155 | 88.55 min.  |
| 4º       | Alicia Cervantes Herrera            | Guadalajara | 12    | 1146 | 95.50 min.  |
| =        | Daniela Espinosa Arce               | América     | 12    | 1363 | 113.58 min. |
| 6º       | Sandra Stephany Mayor Gutiérrez     | Tigres      | 10    | 1341 | 134.10 min. |
| 7º       | Adriana Iturbide Ibarra             | Atlas       | 9     | 1310 | 145.56 min. |
| =        | Christina Burkenroad                | Monterrey   | 9     | 1094 | 121.56 min. |
| 9º       | Esbeydi Viridiana Salazar Suaste    | Pachuca     | 8     | 954  | 119.25 min. |
| 10º      | Betzy Casandra Cuevas Araujo        | América     | 7     | 1428 | 204.00 min. |

#### Tripletes o más
| Jugadora                         | Club        | Local       | Resultado | Visita    | Goles        | Fecha                   | Jornada    |
| -------------------------------- | ----------- | ----------- | --------- | --------- | ------------ | ----------------------- | ---------- |
| Betzy Casandra Cuevas Araujo     | América     | América     | 6 - 1     | Necaxa    | 1' 42' 53'   | 3 de septiembre de 2020 | Jornada 4  |
| Alicia Cervantes Herrera         | Guadalajara | Guadalajara | 5 - 0     | Mazatlán  | 9' 24' 45+2' | 7 de septiembre de 2020 | Jornada 4  |
| Adriana Iturbide Ibarra          | Atlas       | Atlas       | 5 - 0     | Juárez    | 3' 7' 54'    | 18 de octubre de 2020   | Jornada 12 |
| Alison Hecnary González Esquivel | Atlas       | Atlas       | 3 - 1     | Monterrey | 13' 50' 54'  | 19 de noviembre de 2020 | Jornada 17 |